# Brønnøysund
Brønnøysund (sydsamiska: Brïenne) är en tätort i Brønnøy kommun i Nordland fylke i norra Norge. Orten som utgör kommunens centralort ligger vid fylkesväg 17, vid sundet mellan fastlandet och ön Torget, där berget Torghatten ligger. Strax norr om samhället ligger ruinerna av S:t Knutskyrkan.
Brønnøysund är en gammal handelsplats och en trafikknutpunkt för södra delen av yttre Helgeland. Orten hade under åren 1923 - 1963 status som ladested (motsvarade närmast köping i Sverige).  Hurtigruten anlöper orten, och här finns även Brønnøysunds lufthavn, en kortbaneflygplats med daglig flygförbindelse till landets ruttnätverk. I Brønnøysund finns mekanisk verkstad, fiskeindustri och slakteri. Orten har gymnasieskola och hyser förvaltningsmyndigheten Brønnøysundregistrene samt den oberoende tidningen Brønnøysunds Avis.

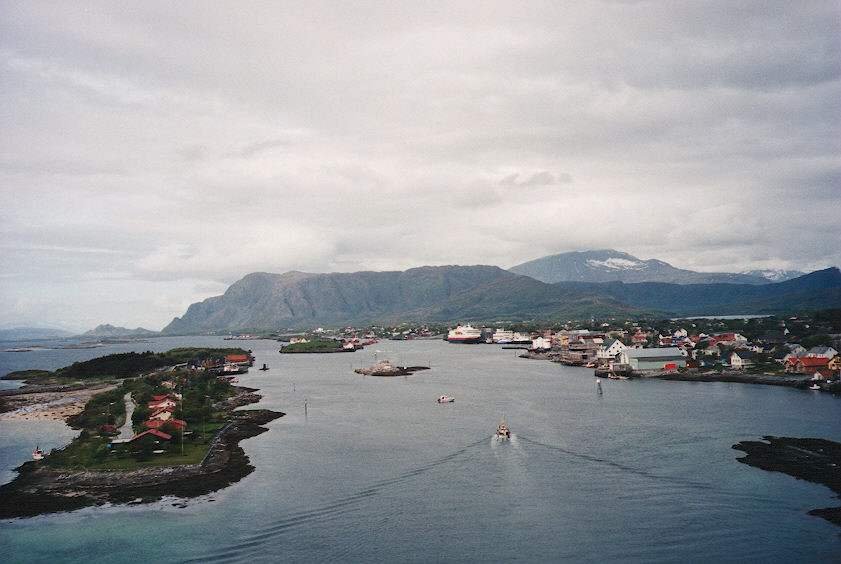
Brønnøysunds hamn.